# وترهورن
وترهورن (انگلیسی: Wetterhorn) قله‌ای با ارتفاع ۳٬۶۹۲ متر در آلپ سوئیس است که در بالای دهکده گریندلوالد قرار دارد. این قله پیشتر به عنوان Hasle Jungfrau شناخته می‌شد و یکی از سه قله بر روی کوهی به نام «وترهورنر» است که بلندترین آن‌ها میتلهورن (۳٬۷۰۴ متر) و کوچک‌ترین و دورترین آنها روزنهورن (۳٬۶۸۹ متر) است. این دو قله اغلب از روستای گریندلوالد دیده نمی‌شوند.